# ゼカリヤ書
『ゼカリヤ書』（ゼカリヤしょ）は旧約聖書文書の1つ。ユダヤ教では「後の預言者」に分類され、キリスト教では預言書（十二小預言書）に分類する。キリスト教でいう十二小預言書の第11番目に位置し、伝統的に『ハガイ書』と『マラキ書』の中間に配置される。ゼカリヤにちなんでゼカリヤ書と呼ばれるが、著者に関しては様々な説があり、わかっていない。
14章からなり、小預言書の内では、比較的大部にわたる。
ゼカリヤ書の著者である可能性のある人物が出てくる箇所はエズラ記5章1節「預言者ハガイとイドの子ゼカリヤが、ユダとエルサレムにいるユダの人々に向かってその保護者であるイスラエルの神の名によって預言したので、」及びエズラ記6章14節「ユダの長老たちは、預言者ハガイとイドの子ゼカリヤの預言に促されて順調に建築を進めていたが、イスラエルの神の命令と、ペルシアの王キュロス、ダレイオス、アルタクセルクセスの命令によって建築を完了した。」の2箇所である。しかしゼカリヤ書1章1節ではイドの孫と表記されている点が異なる。
列王記下9章14節「ニムシの孫でヨシャファトの子であるイエフは、ヨラムに対して謀反を起こした。— — ヨラムは全イスラエルを率い、アラムの王ハザエルに対して、ラモト・ギレアドの防衛に当たったが、」20節「見張りはまた、「彼らのところに行ったまま帰って来ません。あの戦車の走らせ方はニムシの子イエフの走らせ方と似ています。狂ったように走らせているからです」と報告した。」とあるように、「子」を「孫」の意味で使う用例もあるため、これにより説明できるとの説もある。

## 内容

### 幻に関する記述
悔い改めを促す呼びかけ。そのあとに八つの幻と「新芽」に関する預言が続く（1:1–6:15）
- 第1の幻: 赤い馬に乗った者が，ぎんばいかの木々の間に他の3人の騎手と共に立っている。この幻は，エルサレムに憐れみが示され，神殿が再建されるという保証をもって終わる
- 第2の幻: ユダを追い散らした4本の角が4人の職人によって投げうたれる
- 第3の幻: 測り縄を持った若者がエルサレムを測る用意をするが，ひとりのみ使いは同市がさらに拡大することや，主なる神に保護されることを予告する
- 第4の幻: 大祭司ヨシュアの汚れた衣が取りのけられ，礼服に取り換えられる
- 第5の幻: ゼカリヤは，二本のオリーブの木から油の供給を受ける七つのともしび皿のある金の燭台を見る。ゼルバベルは神の霊の助けを得て神殿の再建を完了するであろう
- 第6の幻: 飛んで行く巻き物は，盗みをする者やエホバの名において偽りの誓いを立てる者すべてのゆえに進んで行くのろいを表す
- 第7の幻: “邪悪”という名の女がエファ升の中に入れられてシナルに運ばれる
- 第8の幻: 二つの銅の山の間から4台の兵車が出て来て，地を動き回る“新芽”という名の者が主なる神の神殿を建て，王なる祭司として仕えるであろう

### 災いと質問の記述
エルサレムに臨んだ災いを記念する断食に関する質問（7:1–8:23）
- 災いは不従順の罰として臨んだ。それを記念する断食は真に主なる神に対して行なわれたものではなかった
- エルサレムは神の恵みを受けるであろう。かつての断食の日々は「歓喜と歓び，また良い祭りの時節」に大きく変わる。大勢の諸国の人々が主なる神の恵みを求めてエルサレムにやって来るであろう

### 裁きとメシアに関する記述
諸国民に対する裁き，メシアに関する預言，および神の民の回復（9:1–14:21）
- 多くの都市や国民が主なる神から有罪の裁きを受けるであろう
- シオンの，義にかなった謙遜な王は，ろばに乗ってエルサレムにやって来るであろう
- 主なる神は偽りの牧者たちに対する怒りを表明される
- 散らされた神の民はエジプトとアッシリアから連れ戻されるであろう
- ゼカリヤは牧者となるよう召される。民はゼカリヤの働きに支払いをする機会が与えられ，その働きを銀30枚と評価する
- エルサレムは重荷の石となり，それをみだりに動かそうとする者はひどいかき傷を負うであろう
- 罪を清めるための井戸が開かれるであろう。牧者が打たれ，羊は散らされるであろう
- エルサレムが攻撃を受けるが，主なる神は侵略者たちと戦われるであろう
- 攻撃して来る諸国民のうち残っている者たちは毎年仮小屋の祭りを祝い，王である主なる神のみ前に身をかがめるであろう